# 久松史奈
久松 史奈（ひさまつ ふみな、1971年3月6日 - ）は日本の歌手。

## 来歴
愛知県名古屋市港区出身
。名古屋短期大学付属高等学校（現：桜花学園高等学校）卒。女子4人でバンドを組んでライブ、コンテスト出場、ボーカルレッスンなどを音楽漬けの毎日を送る。高校生の時、ヤマハ音楽振興会（以下、ヤマハ。現：ヤマハミュージックエンタテインメントホールディングス）主催「ティーンズミュージックフェスティバル」にバンドとして出場し優秀ボーカル賞受賞、その後ヤマハ名古屋支部のスタッフにスカウトされた。その後、高校を卒業、化粧品会社に就職するが1ヶ月で辞め、地元名古屋で結婚式のパンフレットやショーなどのモデルをしながら歌手を目指す。モデル活動中、スタッフの薦めで同じくヤマハ主催『New Pep Sound Audition』を受けグランプリを獲得（本選に相馬裕子などもいた）。応募の際のデモテープには、永井真理子の「悲しまないで」を収録。合歓の郷での最終審査は、多くのレコード会社からのオファーがあった。1990年に「LADY BLUE」（TOM★CATのカバー曲）でメジャー・デビュー。同オーディションで共にグランプリとなった大植三奈江と共に宣伝活動が行われ大植は硬派、久松はポップ性を全面的に出したプロモーションを為された。
初期には茶髪ポニーテールがトレードマークの、ポップロックアーティスト然とした売り出し方をしていたが、本人はポップロックアーティスト視されることを避け、以前から尊敬していたジョーン・ジェットを彷彿とさせるロック系のファッションにし、音楽性も打ち込み音主体から生音に拘ったサウンドに傾倒するなど、アメリカン・ロック色をレコード会社のディレクターと共に、強めていった。
1992年より本格的ロック歌手として再始動、同年秋リリース「天使の休息」は50万枚を超える大ヒット。女性ボーカリストとして注目を浴びる。ドラマ『新宿鮫』（NHK）に出演するなど、音楽だけに留まらず幅広く活動。『新宿鮫』は2年連続出演予定だったが、後述のロンドン留学の意思が固く、オファーを断った。代役は川村カオリ。
1998年に所属事務所のヤマハを離れ、本人曰く「心身の充電」のために渡英。2000年に日英混合バンド「NO-ARASHI（脳嵐）」を結成し、2002年には音楽事務所「monorganic」、インディーズレーベル「CRASHFORM」を設立、自作曲中心に移行する。2005年に帰国し、8年間休止状態だった日本でのソロ活動を再開。現在はギターに斉藤律、ベースに水江慎一郎、キーボードにD.I.E.、ドラムスに大内"MAD"貴雅から構成されるバックバンドを従えている。
2010年11月に発売された、ヤマハ時代の先輩であるChageのアルバム『&C』の全収録曲にゲスト・ボーカリストとして参加。「All You Need Is Live」では詞をChageと共作。本作発売に伴うロックバンドスタイルでのライブツアー『Chage LiveTour　10-11 まわせ大きな地球儀』にもバンド「チャゲトルズ」のメンバーとして参加。2014年11月からのライブツアー『Chage LiveTour 2014』でもバンド「1/6（ワン・スラッシュ・シックス）」のメンバーで参加。
2015年10月に結婚と妊娠を発表。2016年1月25日、第1子となる女児を出産。

## エピソード
中学時代は部活でテニス部に所属し普通の中学生であったが、部で同性の陰湿ないじめに遭う。それ故、同業の女友達は現在もいないという。
高校時代は複数のバンドを掛けもちしており、パンクバンドをしていた際に暴れ過ぎて、ライブハウス出禁になったことがあった。
デビュー直前時、自分の意志で勝手に髪を金髪にしスタッフを唖然とさせる。同日購入したパピヨンの仔犬を抱え、スタッフルームを襲撃。金髪へのイメージの衝撃を避けようとした。
4thアルバム『BIRTH』収録曲「17のまま」は高校時代暴走族をしていた男の先輩を綴った作品である。

## ディスコグラフィー

### シングル
|      | 発売日         | タイトル                 | カップリング                      | 規格品番  | オリコン 最高位 |
| ---- | -------------- | ------------------------ | --------------------------------- | --------- | --------------- |
| 1st  | 1990年10月21日 | LADY BLUE                | LADY BLUE II -クリスマス・ソング- | BVDR-19   | 169位           |
| 2nd  | 1991年01月21日 | FOR MY FRIENDS           | ON THE STREET                     | BVDR-28   | 98位            |
| 3rd  | 1991年09月21日 | OH MY GOD!               | そっと I THINK SO                 | BVDR-57   | 100位           |
| 4th  | 1992年06月21日 | ALIVE                    | All of Your Kids                  | BVDR-104  | 148位           |
| 5th  | 1992年11月21日 | 天使の休息               | Precious Dreamin'                 | BVDR-137  | 10位            |
| 6th  | 1993年05月21日 | 微笑みながら             | GROWING UP                        | BVDR-173  | 25位            |
| 7th  | 1993年09月22日 | MAYBE                    | SAY                               | BVDR-198  | 15位            |
| 8th  | 1994年09月21日 | さよならを教えて         | ONE NIGHT STAND                   | BVDR-281  | 22位            |
| 9th  | 1994年11月23日 | BABY GIRL                | PRICE OF MY HEART                 | BVDR-297  | 32位            |
| 10th | 1995年05月24日 | Wedding Kiss             | 光と影                            | BVDR-1030 | 60位            |
| 11th | 1995年10月21日 | 大っキライだけど愛してる | ロックンロールが聞こえなくて      | BVDR-1061 | 74位            |
| 12th | 1996年04月24日 | YES MY FRIEND            | TIME TOGETHER                     | BVDR-1098 | 67位            |
| 13th | 1996年10月23日 | Chance                   | destiny                           | BVDR-1122 | 79位            |
| 14th | 2014年07月04日 | サイバートレイン         | Sonic It's Never Too Late         | CFCD-107  |                 |
| 15th | 2019年02月22日 | Sunset Glow              | Tell Me Why, Don’t Tell Me        | CFCD-112  |                 |

### アルバム

#### オリジナル・アルバム
|      | 発売日         | タイトル     | 規格品番   | オリコン 最高位 |
| ---- | -------------- | ------------ | ---------- | --------------- |
| 1st  | 1991年02月21日 | FRIENDS      | BVCR-29    | 63位            |
| 2nd  | 1991年11月21日 | CHERRY BOMB  | BVCR-66    | 50位            |
| 3rd  | 1992年07月01日 | AUCTION      | BVCR-90    | 41位            |
| 4th  | 1993年02月24日 | BIRTH        | BVCR-605   | 9位             |
| 5th  | 1993年10月21日 | PLEASURE     | BVCR-640   | 8位             |
| 6th  | 1994年11月02日 | BED OF ROSES | BVCR-682   | 17位            |
| 7th  | 1995年11月22日 | oasis        | BVCR-728   | 33位            |
| 8th  | 1996年11月21日 | PRINCESS     | BVCR-773   | 40位            |
| 9th  | 1999年03月25日 | I DOLL       | TECN-30491 | 197位           |
| 10th | 2007年07月07日 | Furnish      | CFCD-103   |                 |
| 11th | 2010年09月08日 | ENTRANCE     | CFCD-105   |                 |
| 12th | 2015年12月02日 | LIBRARY      | CFCD-108   |                 |

#### ミニ・アルバム
|     | 発売日         | タイトル     | 規格品番  | オリコン 最高位 |
| --- | -------------- | ------------ | --------- | --------------- |
| 1st | 1997年05月21日 | Small Closet | BVCR-1027 | 82位            |
| 2nd | 2005年12月10日 | EGG ON TOAST | CFCD-101  |                 |
| 3rd | 2006年09月09日 | MUSHROOM     | CFCD-102  |                 |
| 4th | 2008年06月14日 | Penny Rose   | CFCD-104  |                 |
| 5th | 2014年10月24日 | TAKE ONE     | FHCD-001  |                 |

#### ベスト・アルバム
|     | 発売日         | タイトル                                      | 規格品番     | オリコン 最高位 |
| --- | -------------- | --------------------------------------------- | ------------ | --------------- |
| 1st | 1994年02月23日 | MAX -BEST COLLECTION-                         | BVCR-653     | 5位             |
| 2nd | 1996年06月05日 | MAX II Re-Mix In London                       | BVCR-750     | 25位            |
| 3rd | 1999年03月25日 | CROSS -Original Single Collection-            | TECN-30492   |                 |
| 4th | 1999年03月25日 | CROSS -Original Ballade Collection-           | TECN-30493   |                 |
| 5th | 2010年07月21日 | THE BEST OF FUMINA HISAMATSU 20TH ANNIVERSARY | TFC-2051     |                 |
| 6th | 2012年07月25日 | GOLDEN☆BEST 久松史奈 〜SINGLE COLLECTION〜    | MHCL-2098    |                 |
| 7th | 2012年12月12日 | MAX III -THE BEST AND REMAKES-                | CFCD-106     |                 |
| 8th | 2013年03月20日 | Creations（ベスト+ライブ混合）                | TECH-48331/2 |                 |
| 9th | 2020年06月24日 | 49 Forty-Nine                                 | YMCL-30012   | 236位           |

#### ライブ・アルバム
|     | 発売日         | タイトル                              | 規格品番 | オリコン 最高位 |
| --- | -------------- | ------------------------------------- | -------- | --------------- |
| 1st | 2016年11月02日 | JET-SINGLE COLLECTION LIVE TOUR 2015- | CFCD-109 |                 |
| 2nd | 2017年09月13日 | Chocolat -Live Acoustic Premium Best- | CFCD-110 |                 |

### 映像
- SINGLES (VHS/LD) 1993/8/4･BVVR-46/BVLR-46
- 新宿鮫 無間人形 (DVD) 2003/2/21･KWX-49

## NO-ARASHI（脳嵐）
渡英後の2000年に、ロンドンで結成されたスリーピースバンド。歌とギターの久松、同地で活動していた日本人マニピュレーターの石川雅之、英国人ギタリストのアンディー・マンロウにより構成される。オリエンタルな旋律と、クラブテイストに満ちたデジタルビートとエッジの効いたギターが絡むサウンドに英語詞を載せ、従来の久松の音楽性とは大きく異なる新境地を開拓した。これまでに来日公演も行っているが、基本的にはヨーロッパ（主にロンドン）を中心に活動している。再開後のソロ作品にはロジャーが参加した脳嵐テイストを感じさせる曲も存在する。

### Member
- FUMINA HISAMATSU（久松史奈）vocal,guitar
- MASAYUKI "ROGER" ISHIKAWA（石川雅之）samples,programming
- ANDY MUNRO（アンディー・マンロウ）guitar

### Discography
- stamp of the brainstorm (Mini Album) (2001年9月21日)
  1. tokyo geisha goddes
  2. digital cobra
  3. awaken creature
  4. cold rain
  5. flash back
- Rockin' Mirage (Single) (2002年11月6日)
  1. Rockin' Mirage
  2. Boo
  3. Rockin' Mirage (Tao Remix)
- negative hands (Album) (2004年6月9日)
  1. celebration
  2. daydream
  3. king of elephant
  4. big blue balloon
  5. old bloke
  6. my dove
  7. dandelion sky
  8. in mother ocean
  9. aliens
  10. the fear of my evil
  11. endless
- emotion (Vinyl) (2006年5月2日、ヨーロッパ限定リリース）
  1. Emotion -TIGERSKIN aka DUB TAYLOR (darkblue remix)
  2. Emotion -no arashi (original version)
  3. Emotion -DATADOSE (locomotive remix)

## 関連人物
- CHAGE
- 西川進
- 村上啓介
- 藤生ゆかり
- 兵藤ゆき
- 柳原陽一郎